# Киласов, Килас Идаятович
Килас Идаятович Киласов (1909—1983) — журналист, писатель, поэт.

## Биография
Родился в 1909 году в селении Великент. Учился в Буйнакском педагогическом училище. В 1923 году в училище была создана первая комсомольская ячейка из 6 человек, в числе которых был Килас. В 1927 году окончил училище и до 1929 года работал учителем. С 1929 года продолжил учёбу в Азербайджанском педагогическом институте в городе Баку. Там познакомился с известным азербайджанским поэтом Микаилом Мушвигом.С 1931 по 1951 год был директором Дербентского педагогического училища. Участник войны, имеет множество правительственных наград. В 1951-1955годы работал директором Берикейской средней школы. С 1956 года до конца жизни работал редактором районной газеты «Ленинчи». Был собирателем и хранителем произведений азербайджанских поэтов и народного творчества. С. Ш. Гаджиева писала, что в личном архиве К. Киласова сохранились произведения поэта XVII века Мехсума Дербенди. И, говоря о педагоге и журналисте К. Киласове из селения Великент Дербентского района, характеризовала его как «страстного собирателя и хранителя произведений азербайджанских поэтов и народного творчества».

## Творчество
Килас начал писать с 1927 года, публиковался в журнале «Мариф йолу», с 1957 года на страницах районной газеты «Ленинчи». В 1927—1929 годы в республиканских журналах и газетах есть его публикации «Убийцы Махача», «Октябрь», «Кровавый базар», "решение артелей, «Обращение к Афганистану», поэма «Невеста Айваза», басня «Медведь и голубь», очерк «Шесть девушек». Он «стоял у истоков дагестанского словесного искусства». Его творчество принесло ему известность в Дагестане.
Отмечается, что Килас Киласов является наиболее видным представителем ашугской литературы (в том числе ашугской поэзии) азербайджанцев Дагестана. Если ашуги-импровизаторы, как правило, развивали фольклорный стиль поэзии, то К. Киласов, будучи образованным человеком, вместе с фольклорными традициями «использовал и традиции классической поэзии Востока».